# جغد جیغ‌کش شرقی
جغد جیغ‌کش شرقی (نام علمی: Megascops asio) جغد کوچکی است که در شرق آمریکای شمالی ، از مکزیک تا کانادا ، نسبتا رایج است.   این گونه در اکثر انواع زیستگاه‌های جنگلی در سراسر محدوده خود زندگی می‌کند و نسبت به دیگر جغدها نسبتاً سازگار با مناطق شهری و توسعه‌یافته است. اگرچه اغلب در همسایگی انسان‌ها زندگی می‌کند، جغد جیغ‌کش شرقی به دلیل عادت‌های شبگردیش اغلب از شناسایی دوری می‌کند. 

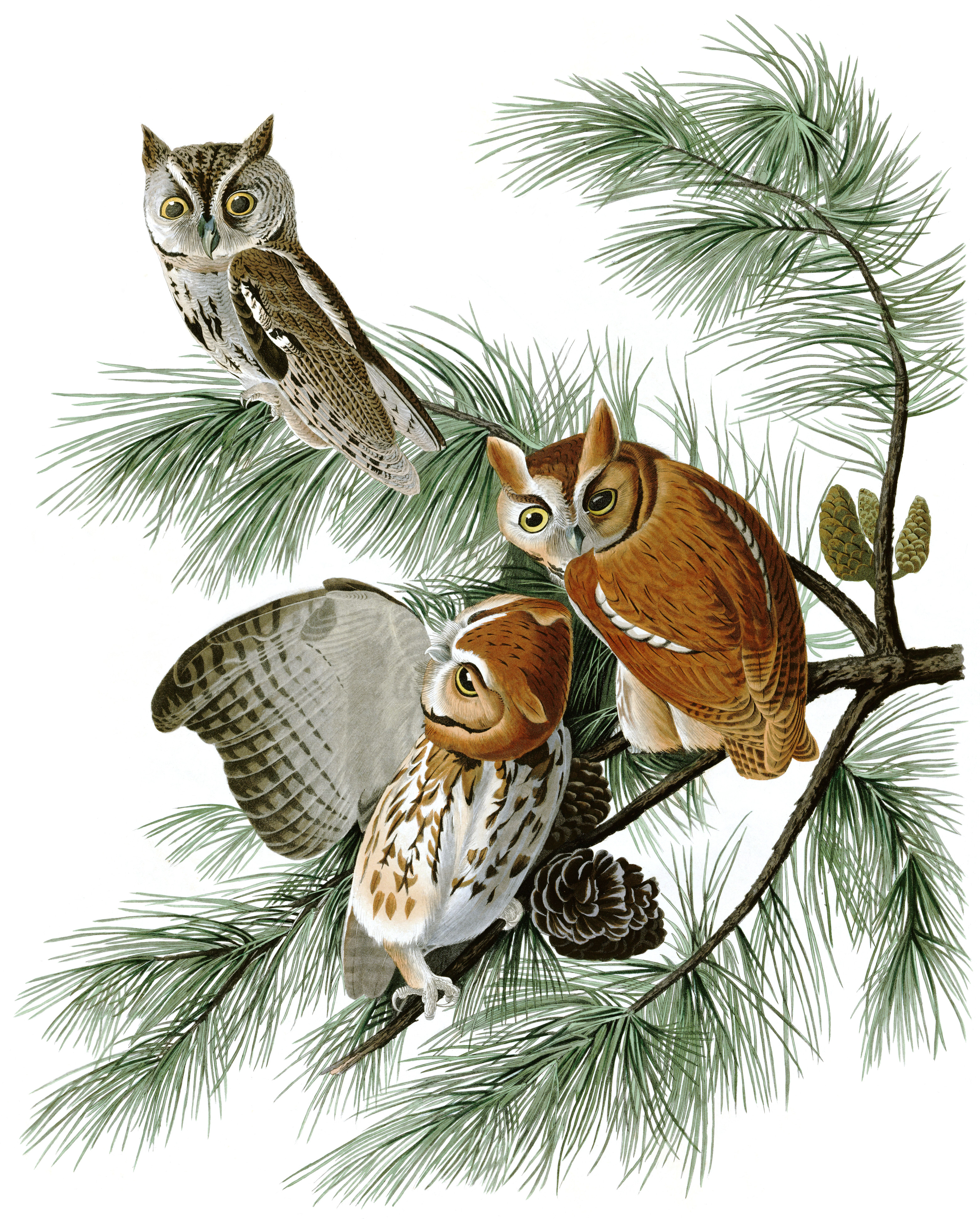
تصویر جغد جیغ‌کش شرقی توسط اودوبان

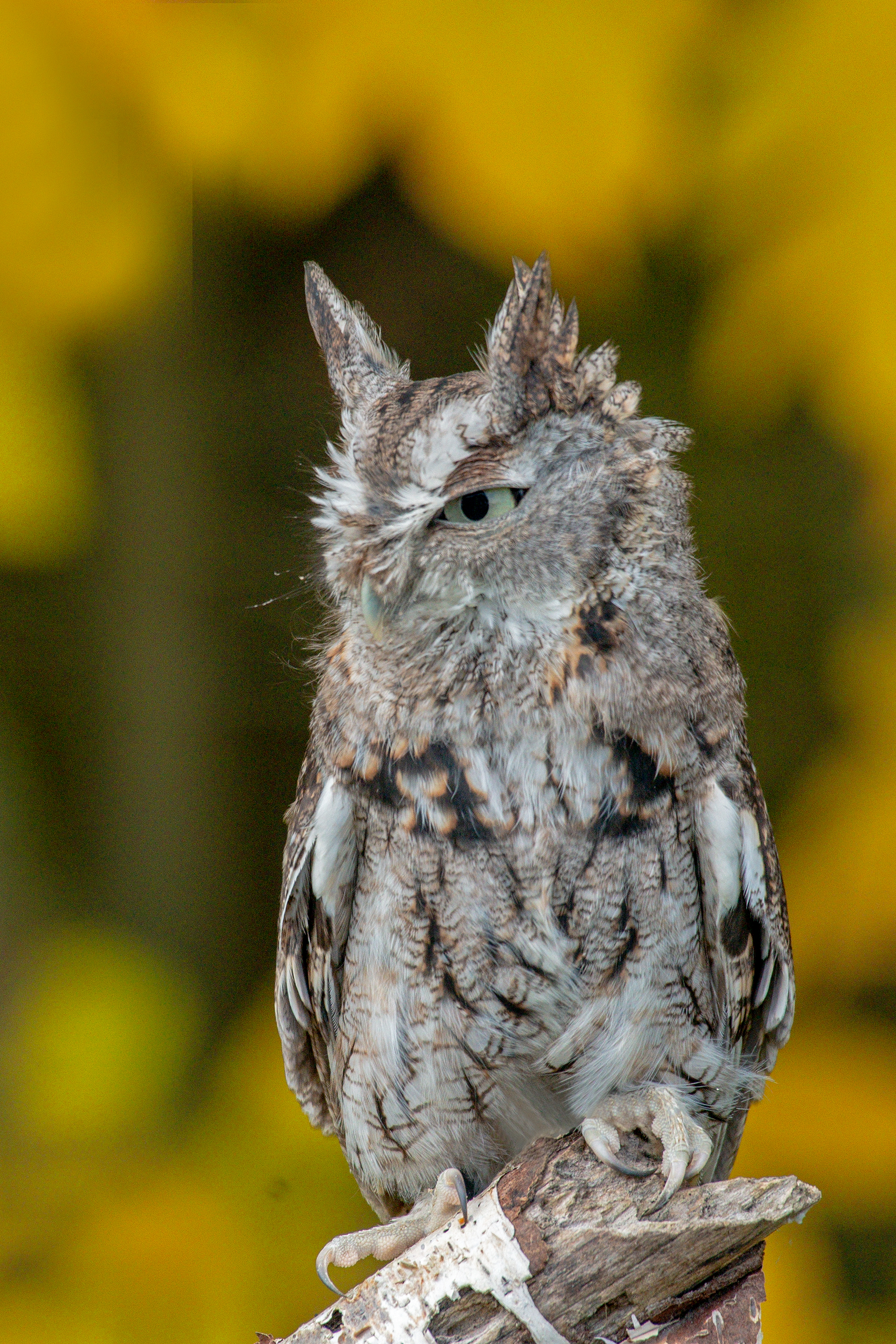
جغد جیغ‌کش شرقی (ریخت خاکستری) در کانادا

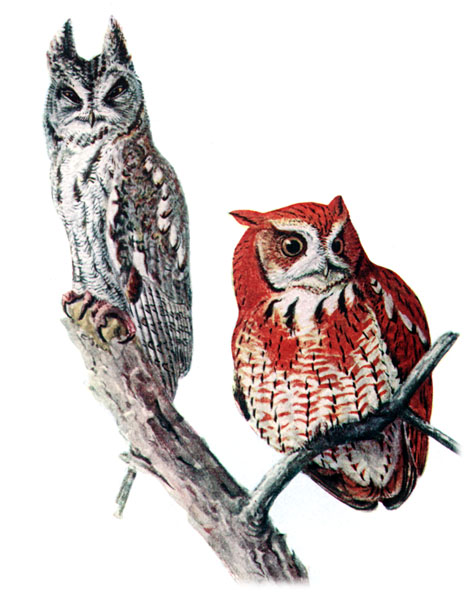
نگارۀ فوئرتس از جغد جیغ‌کش شرقی با ریخت قرمز و خاکستری